# Trióxido de telúrio
Trióxido de telúrio (TeO3) é um composto químico inorgânico de telúrio e oxigênio, um óxido do elemento químico telúrio. Neste composto, o telúrio está presente em seu estado de oxidação máximo, +6.

## Polimorfos
Existem duas formas, amarelo-avermelhado α-TeO3 e cinza, romboédrico, β-TeO3, que é menos reativo. 
α-TeO3 tem uma estrutura semelhante ao FeF3 com unidades octaédricas de TeO6 que compartilham todos os vértices.

## Preparação
α-TeO3 pode ser preparado aquecendo ácido ortotélurico, H
6TeO
6
, a mais de 300°C. A forma β-TeO3 pode ser preparada aquecendo α-TeO3 em um tubo selado com O2 e H2SO4.
α-TeO3 não reage diretamente com a água, mas é um poderoso agente oxidante quando aquecido. Com álcalis, forma sais dos ânions teluratos.
α-TeO3, quando aquecido, se decompõe perdendo oxigênio para formar primeiro Te2O5 (um óxido de valência mista +4 e +6) e depois TeO2.

## Propriedades e Reações
Diferente do dióxido de telúrio, que é um óxido anfótero, o trióxido de telúrio é um óxido ácido. Embora não reaja com a água diretamente, ele reage facilmente com bases para formar teluratos. TeO
3
 é insolúvel em ácido nítrico.
O alfa-TeO
3
 é um sólido amarelo-alaranjado que se decompõe quando aquecido, gerando óxido de telúrio IV-VI (Te
2O
5 ou TeO
2 • TeO
3
) como produto intermediário e finalmente TeO
2
, com liberação de gás oxigênio. É um agente oxidante.
Ao contrário dos trióxidos de enxofre e de selênio, nos quais existem ligações duplas S=O e Se=O, podendo existir como moléculas discretas (no caso do gás SO
3
), oligômeros cíclicos (no caso do SO
3
 sólido e líquido, que forma trímeros S
3O
9
 bem como SeO
3
, que forma tetrâmeros cíclicos Se
4O
12
), o TeO
3
 é um polímero tridimensional, sendo formado por unidades octaédricas TeO
6
 que compartilham os átomos de oxigênio, não havendo, portanto, ligações duplas Te=O. Devido a isso, TeO
3
 possui propriedades bem diferentes de SO
3 e SeO
3
: é um sólido mais duro e relativamente inerte à água, enquanto os outros dois são macios e reagem vigorosamente com a água para gerar ácido sulfúrico (H
2SO
4
) e ácido selênico (H
2SeO
4
).